# Dallara SP1

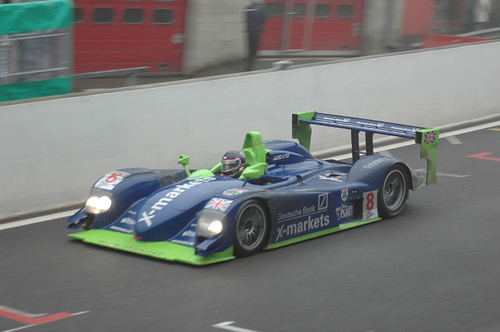
Ein SP1 von Rollcentre Racing beim 1000-km-Rennen von Spa-Francorchamps 2005

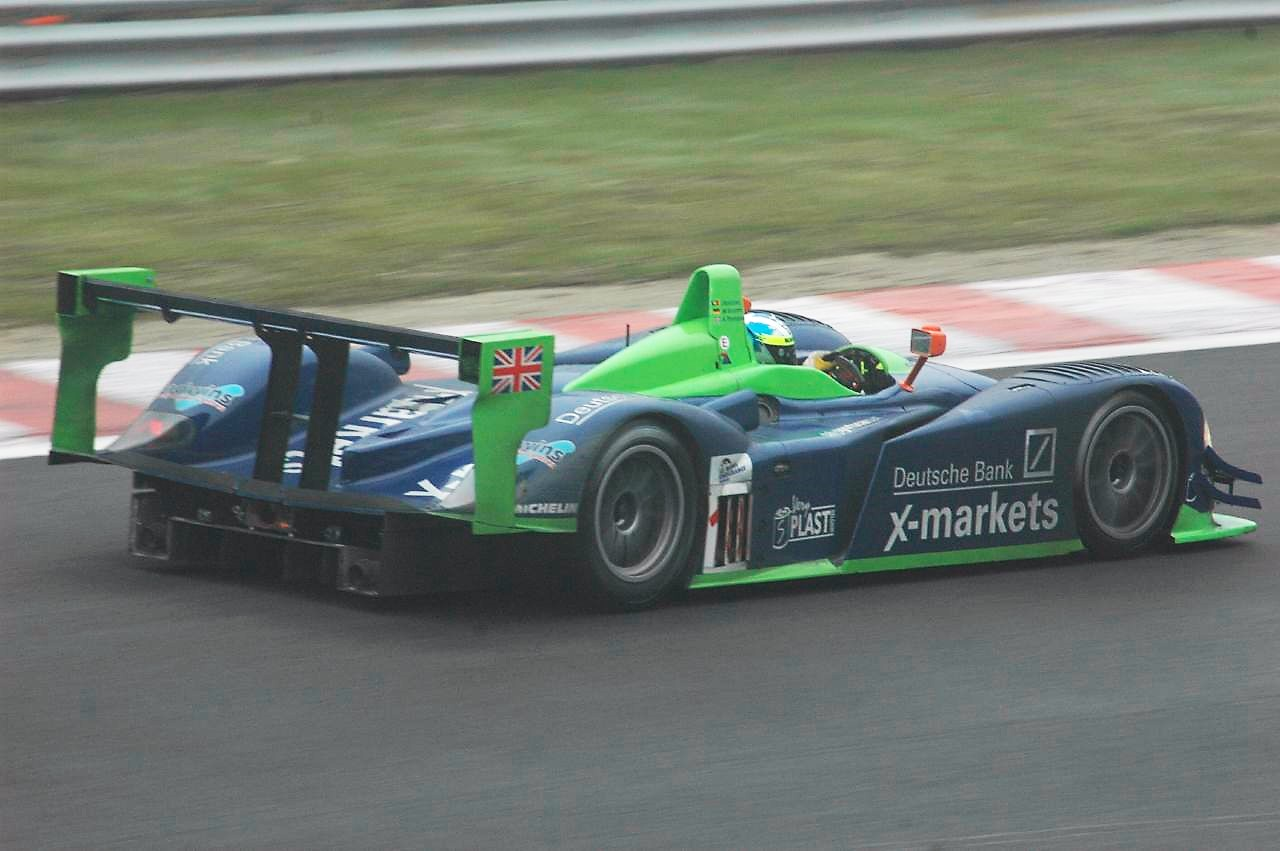
Der SP1 mit Nissan-Turbo-Motor

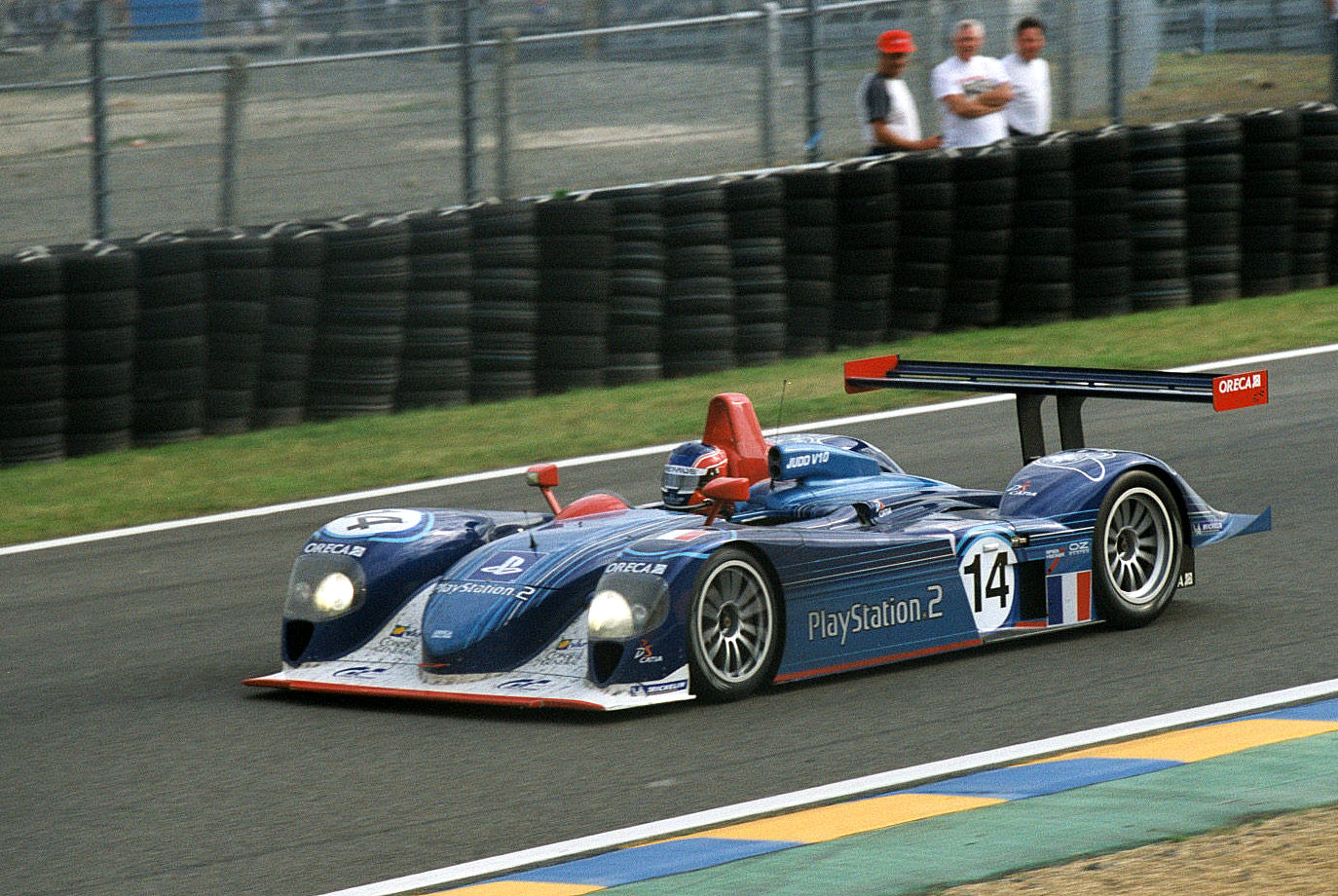
Dallara SP1 von Stéphane Sarrazin, Franck Montagny und Nicolas Minassian beim 24-Stunden-Rennen von Le Mans 2002

Der Dallara SP1 war ein Sportwagen-Prototyp, der von 2000 bis 2005 bei Sportwagenrennen eingesetzt wurde.

## Entwicklungsgeschichte und Technik
Die Renngeschichte des Dallara SP1, auch bekannt als Chrysler LMP, geht auf das Jahr 2000 zurück. Das mit der Chrysler Viper GTS-R beim 24-Stunden-Rennen von Le Mans sehr erfolgreiche ORECA-Team suchte eine Alternative zum bisherigen Rennfahrzeug. Das lag einerseits daran, dass Chrysler keine Evolutionsstufen der Viper mehr lieferte und andererseits ORECA in die LMP-Klassen einsteigen wollte und dies mit dem Reynard 2KQ 2000 auch schon vollzogen hatte.
In enger Abstimmung mit Chrysler suchte ORECA ein brauchbares Rennfahrzeug. ORECA war ein Rennteam und kein Hersteller und hatte mit dem Reynard keine guten Erfahrungen gemacht. Dallara hatte zu dieser Zeit mit der Entwicklung eines Sportwagenchassis begonnen, dem SP1. Dieses Fahrzeug schien passend und ORECA und Dallara entwickelten das Rennfahrzeug gemeinsam fertig. Die Fahrzeuge erhielten die Bezeichnung Chrysler LMP und gingen 2001 mit einem 6-Liter-V8-Motor der Chrysler-Tochter-Mopar in Le Mans an den Start.
Nach nur einem Jahr zog sich Chrysler aber ganz aus dem Motorsport zurück und die SP1 erhielten Judd-V10-Motoren. 2005 kam im Rollcentre-Racing-SP1 ein Turbo-Motor von Nissan zum Einsatz.

## Renngeschichte
Die ersten Rennergebnisse, noch als LMP von Chrysler, waren wenig versprechend. Wenn die Fahrzeuge ins Ziel kamen, dann mit großen Rückstand auf die dominierenden Audi R8. Nach viel Testarbeit qualifizierte Olivier Beretta den schnellsten LMP in Le Mans an der sechsten Stelle, schneller als beide Bentley Speed 8. Drei LMP waren am Start und trotz vieler technischer Probleme kam der Wagen von Beretta, Karl Wendlinger und Pedro Lamy als Vierter der Gesamtwertung ins Ziel. Trotz dieses Erfolges entschied sich der Vorstand von Chrysler aus finanziellen Gründen gegen eine Fortführung des Motorsportprogramms.
ORECA führte das Programm ohne Chrysler weiter und brachte die Rennwagen 2002 als Dallara-Oreca an den Start. In Le Mans kamen die Teams Beretta/Comas/Lamy und Sarrazin/Montagny/Minassian als Fünfte und Sechste ins Ziel.
2003, als sich ORECA anderen Projekten zuwandte, wurden die SP1 an private Teams in Europa und Übersee verkauft. Dallara produzierte auch weitere Chassis, um den vorhandenen Bedarf decken zu können. Die SP1 liefen bis Ende 2005 in der American Le Mans Series und der Le Mans Series.